# Edet
Edet is een dorp (småort) binnen de Zweedse gemeente Piteå. Het is gelegen op een schiereiland in de Svensbyfjärd. Ten oosten van het dorp stroomt de rivier Svensbyån het meer in. Het dorp ligt als een lintbebouwing langs plaatselijke wegen.
Er zijn meer dan 40 plaatsen met de naam Edet binnen Zweden.
Bestuurscentrum: Piteå
Tätort: Bergsviken · Blåsmark · Böle · Hemmingsmark · Hortlax · Jävre · Lillpite · Norrfjärden · Roknäs · Rosvik · Sikfors · Sjulsmark · Svensbyn. 
Småort: Arnemark · Bertnäs · Bertnäs · Edet  · Grundvik · Holmträsk · Koler · Kopparnäs · Långträsk · Maran en Skatan · Näsudden en Berget · Nybyn · Ön · Pålberget · Pite havsbad · Storsund · Svedjan en Träsket · Liden · (Yttrefjärd östra strandbad)
Overig: Borgfors · Flötuträsk · Granträskmark · Gråträsk · Högsböle · Högsböleskiftet · (Infjärden) · Jävrebodarna · Klubbfors · Kvarnbäcken · Långnäs · Munksund · Pitsund · Sjulnäs